# ثيودور هويل
ثيودور هويل (19 مارس 1884 - 2 يونيو 1953) (بالإنجليزية: Theodore Hoyle)‏ هو لاعب كريكت بريطاني (وحمل سابقاً جنسية المملكة المتحدة لبريطانيا العظمى وأيرلندا).